# Крюгер, Вальтер (генерал вермахта)
Вальтер Крюгер (нем. Walter Krüger; 23 марта 1892 — 11 июля 1973) — немецкий офицер, участник Первой и Второй мировых войн, генерал танковых войск, кавалер Рыцарского креста с Дубовыми листьями.

## Начало военной карьеры
В марте 1910 года поступил на военную службу фанен-юнкером (кандидат в офицеры), в пехотный полк.

## Первая мировая война
Командовал взводом, ротой, батальоном. С октября 1915 года — старший лейтенант. За время войны награждён Железными крестами обеих степеней и ещё тремя орденами.

## Между мировыми войнами
Продолжил службу в рейхсвере, в кавалерии. К началу Второй мировой войны — командир кавалерийского полка, полковник.

## Вторая мировая война
С сентября 1939 года — командир резервного пехотного полка. С ноября 1939 — командир 1-й стрелковой бригады. В мае-июне 1940 года участвовал во Французской кампании, награждён планками к Железным крестам обеих степеней (повторное награждение). С апреля 1941 — генерал-майор.
С 22 июня 1941 года участвовал в германо-советской войне, 11 июля награждён Рыцарским крестом, с 17 июля 1941 — командир 1-й танковой дивизии. Бои в Прибалтике, затем в районе Вязьмы и под Москвой. В декабре 1941 года награждён Рыцарским крестом.
В 1942 году — бои в районе Ржева. В августе 1942 награждён Золотым немецким крестом. С октября 1942 — генерал-лейтенант.
В 1943 году — дивизия отведена на отдых во Францию, затем в Грецию. С конца октября 1943 — вновь на Восточном фронте, на Украине.
В январе 1944 — награждён Дубовыми листьями к Рыцарскому кресту. Назначен командующим 58-м танковым корпусом (во Франции). С февраля 1944 — произведён в звание генерала танковых войск. С июля 1944 — бои в Нормандии, затем в Арденнах.
В конце марта 1945 — в резерве фюрера. С 10 апреля 1945 — командующий 4-м военным округом (Дрезден).
Взят в американский плен 10 мая 1945 года.

## Награды
- Железный крест 2-го класса (9 октября 1914) (Королевство Пруссия)
- Железный крест 1-го класса (29 июля 1916) (Королевство Пруссия)
- Военный орден Святого Генриха рыцарский крест (29 апреля 1918) (Королевство Саксония)
- Орден Заслуг рыцарский крест 2-го класса (Королевство Саксония)
- Орден Альбрехта рыцарский крест 2-го класса (Королевство Саксония)
- Почётный крест Первой мировой войны 1914/1918 с мечами
- Пряжка к Железному кресту 2 класса (12 мая 1940)
- Пряжка к Железному кресту 1 класса (13 мая 1940)
- Медаль «За зимнюю кампанию на Востоке 1941/42»
- Нагрудный знак «За танковую атаку»
- Немецкий крест в золоте (8 марта 1942)
- Рыцарский крест Железного креста с дубовыми листьями 
  - рыцарский крест (15 июля 1941)
  - дубовые листья (№ 373) (24 января 1944)
- Упоминание в Вермахтберихт (14 декабря 1943)

## После войны
Отпущен из плена в июне 1947 года.